# 中坤グループ
中坤グループ（中坤集团）または 中坤グループ投資有限会社 (北京中坤投资集团有限公司)（Beijing Zhongkun Investment Group Co., Ltd.）は、中国の不動産投資財閥グループである。創業者は黄怒波会長で、当グループ会長の長男は黄斯沈である。

## 事件
2011年8月、約880万ドルをアイスランドに投資すると宣言し、投資計画は約8800万から1.76億ドルだった。アイスランド国土の0.3%を買う計画だった。これは中国大陸企業としては初めてアイスランドに大量投資する計画だったので、世界のマスコミに注目された。 2012年、アイスランドの決定により、霧散された。